# 中臣御食子
中臣 御食子（なかとみ の みけこ）は、飛鳥時代の貴族。名は彌気、美気古とも記される。中臣鎌足の父。中臣可多能祜の長男。冠位は小徳冠。中臣氏第一門の祖。妻は大伴智仙娘。大化の改新を行った中臣鎌足の父。

## 経歴
推古天皇36年（628年）に推古天皇が崩御した際、蘇我蝦夷や阿倍内麻呂と組して次期天皇に田村皇子（のちの舒明天皇）を推挙し、事態を収めた。
その他の業績については不明であるが、皇極天皇3年（644年）に息子の鎌足が神祇伯への就任を辞退しているため、御食子も生前同職に就いていたのではないか、とされている。

## 系譜
注記のないものは『尊卑分脈』による。
- 父：中臣可多能祜
- 母：那爾毛古娘 - 山部歌子の娘[1]
- 妻：智仙姫 - 大伴咋の娘
  - 男子：藤原鎌足（614-669）
- 生母不明の子女
  - 男子：中臣久太
  - 八男：中臣垂目